# Devarahalli, Belur
Devarahalli là một làng thuộc tehsil Belur, huyện Hassan, bang Karnataka, Ấn Độ.